# Mikesch van Grümmer
Mikesch van Grümmer (eigentl. Hans Josef Grümmer; * 2. Januar 1950 in Bardenberg bei Aachen; † 10. Juli 2006 ebenda) war ein deutscher Jazzpianist und -komponist.
Van Grümmers bekanntestes Werk ist der Barlach Zyklus (LP 1988). Er spielte unter anderem mit Lee Konitz, Gerd Breuer, Manfred Leuchter, Riccardo Del Fra, Ack van Rooyen, Jiggs Whigham, Monika Linges, Gunnar Plümer, Chris Hirson und Bill Ramsey; zwei Mal konzertierte er beim Montreux Jazz Festival. Als führender Kopf der Jazzrock-Formation Brummkreisel setzte er in den 1970er Jahren wichtige Impulse für die regionale Musikszene Aachens. Er galt als einer der profiliertesten Session-Instrumentalisten der Region.

## Diskographische Hinweise
Aufnahmen unter eigenem Namen
- Barlach-Zyklus (1988, Bellaphon)
- Mikesch van Grümmer & Ruby Redwine – Club Musik (1992, Ruby and Ruby Results)
- Bar-Piano (1990, Timeless)

Aufnahmen als Begleitmusiker
- Mr. Circle – Thi Nam (1980/81, Stockfisch Records)
- Eleonore Weisgerber – Aufstieg und Fall der Femme Fatale (2004, Ebm Spezia)